# Kąpiel (powiat słupecki)
Kąpiel – wieś w Polsce położona w województwie wielkopolskim, w powiecie słupeckim, w gminie Ostrowite.
W latach 1975–1998 miejscowość należała administracyjnie do województwa konińskiego.

## Zabytki
- Karczma z wozownią, obecnie dom nr 22, własność Edmund Sikorski, gliniana, murowana z I połowy XIX wieku
- Młyn, własność rodziny Szczepankiewicz, murowany z 1926 roku, rozbudowany w latach 50. XX wieku

## Inne
W 2019 na stanowisko sołtysa wsi wybrano Urszulę Dempniak.